# 2. Division (Japanisches Kaiserreich)
Die 2. Division (jap. 第2師団, dai-ni-shidan) war eine Division des Kaiserlich Japanischen Heeres von 1888 bis 1945. Ihr Tsūshōgō-Code (militärischer Tarnname) war Tapfere-Soldaten-Division (勇兵団, Yūheidan) oder Yūheidan 1339.

## Allgemeine Daten
Die Division wurde am 14. Mai 1888 in Sendai in Dienst gestellt und umfasste ungefähr 15.000 Mann. Sie galt als Elitedivision, die im Laufe ihrer Einsatzgeschichte gegen alle Gegner des japanischen Kaiserreiches kämpfte (Chinesisches Kaiserreich, Republik China, Russland, Niederlande, USA, Briten). Ihre letzte übergeordnete Einheit war die 38. Armee. Ihr letzter Standort war Saigon.

## Geschichte der Einheit

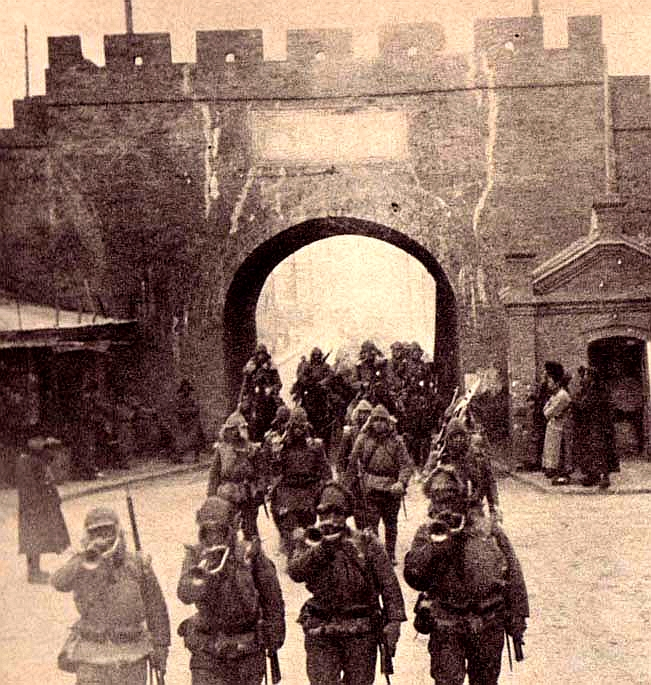
Soldaten der 2. Division ziehen am 19. November 1931 in Mukden ein.

Im Mai 1888 wurde sie als Karree-Division aus dem 4., 5., 16. und 17. Infanterie-Regiment mit dem Divisionsstab auf dem Gelände der heutigen Universität Tōhoku aufgestellt. Im Januar 1895 nahm sie unter dem Befehl von Generalleutnant Sakuma Samata an der Erstürmung von Weihaiwei im Ersten Japanisch-Chinesischen Krieg teil. Während des Russisch-Japanischen Krieges 1904–1905 wurde die Division von Generalleutnant Nishi Kanjirō befehligt. Sie unterstand der 1. Armee unter dem Kommando von Kuroki Tamemoto und zeichnete sich durch einen erfolgreich durchgeführten Nachtangriff aus.
1931 war sie in der Mandschurei stationiert und am Mukden-Zwischenfall (Mandschurei-Krise) sowie im Juli 1937 am Zwischenfall an der Marco-Polo-Brücke beteiligt. Im Mai 1938 wurde sie in der Schlacht um Xuzhou eingesetzt.
1939 war die 2. Division der 6. Armee während der Schlacht am Chalchin Gol als strategische Reserve zugeteilt. Bevor sie zum Einsatz kommen konnte, wurde zwischen Sowjets und Japanern ein Waffenstillstand ausgehandelt.
1940 kehrte die 2. Division nach Japan zurück und wurde dort aufgefrischt.
Im Rahmen der japanischen Offensive in Südostasien ab Dezember 1941 nahm die 2. Division im März 1942 unter dem Befehl von Generalleutnant Maruyama Masao an der Invasion Javas teil.
In der Schlacht um Guadalcanal von August 1942 bis Februar 1943 war sie der 17. Armee unterstellt und verlor mehr als 7.000 Mann.
Am 7. August 1942 landete die amerikanische 1. Marine-Division auf der Insel und eroberte den frisch auf der Insel angelegten japanischen Flugplatz. In den darauffolgenden Wochen frischte die 17. Armee ihre Truppen auf, um den Flugplatz zurückzuerobern, dieser Versuch wurde zwischen dem 13. und 15. September in der Schlacht am Bloody Ridge abgeschlagen. Die 2. Division hatte schwere Verluste, ihre Reste zogen sich in den Norden Guadalcanals zurück. Die verlustreichen Kämpfe auf Guadalcanal, an denen auch die 38. Division beteiligt war, dauerten noch bis zum Februar 1943 an. Nur etwa 13.000 Japaner konnten von der Insel evakuiert werden.
Danach war die 2. Division als Besatzungstruppe in Malaya und Singapur stationiert und dort der 38. Armee unterstellt. Ab 1944 kämpfte sie in Burma gegen die dort vorrückenden Briten, wobei sie nahezu vernichtet wurde. Die Reste der Division wurden im Februar 1945 der 38. Armee in Französisch-Indochina unterstellt.

## Gliederung

### 1905
Stand: Februar 1905
- 3. Brigade
  - 4. Infanterie-Regiment
  - 29. Infanterie-Regiment
- 15. Brigade
  - 16. Infanterie-Regiment
  - 30. Infanterie-Regiment
- 2. Kavallerie-Regiment
- 2. Artillerie-Regiment

### 1942 in Guadalcanal
siehe Handbook on Japanese Military Forces, Section II

### Zu Kriegsende 1945
- 4. Infanterie-Regiment
- 16. Infanterie-Regiment
- 29. Infanterie-Regiment
- 2. Aufklärungs-Regiment
- 2. Feldartillerie-Regiment
- 2. Pionier-Regiment
- 2. Nachschubtransport-Regiment
- Divisions-Nachrichtenabteilung
- Divisions-Waffeninstandsetzungsabteilung
- Divisions-Sanitätsabteilung
- 1. Divisionsfeldspital
- 2. Divisionsfeldspital
- 4. Divisionsfeldspital
- Divisions-Veterinärabteilung
- Divisions-Wasseraufbereitungsabteilung

## Führung
Divisionskommandeure
- Sakuma Samata, Generalleutnant: 14. Mai 1888 – 5. April 1895
- Nogi Maresuke, Generalleutnant: 5. April 1895 – 14. Oktober 1896
- Nishi Kanjiro, Generalleutnant: 14. Oktober 1896 – 8. September 1904
- Nishijima Jogi, Generalleutnant: 8. September 1904 – 6. Juli 1906
- Matsunaga Masatoshi, Generalleutnant: 6. Juli 1906 – 18. Februar 1912
- Hitoshi Shigeyuki, Generalleutnant: 27. Februar 1912 – 15. Februar 1915
- Tatsuhei Nanbu, Generalleutnant: 15. Februar 1915 – 18. August 1916
- Kawachi Reizo, Generalleutnant: 18. August 1916 – 25. Juli 1919
- Nakajima Masatake, Generalleutnant: 25. Juli 1919 – 8. Februar 1922
- Nagasaka Kensuke, Generalleutnant: 8. Februar 1922 – 2. März 1926
- Inoue Ichiji, Generalleutnant: 2. März 1926 – 26. Juli 1927
- Akai Harumi, Generalleutnant: 26. Juli 1927 – 22. Dezember 1930
- Tamon Jiro, Generalleutnant: 22. Dezember 1930 – 1. August 1933
- Prinz Higashikuni Naruhiko, Generalleutnant: 1. August 1933 – 1. August 1934
- Hata Shintsugi, Generalleutnant: 1. August 1934 – 1. August 1935
- Yoshijiro Umezu, Generalleutnant: 1. August 1935 – 23. März 1936
- Okamura Yasuji Generalleutnant: 23. März 1936 – 23. Juni 1938
- Yasui Fuji, Generalleutnant: 23. Juni 1938 – 6. November 1939
- Yoshimoto Teiichi, Generalleutnant: 6. November 1939 – 10. April 1941
- Maruyama Masao, Generalleutnant: 10. April 1941 – 10. Juni 1943
- Okazaki Seisaburo, Generalleutnant: 10. Juni 1943 – 24. Februar 1945
- Manaki Takanobu, Generalleutnant: 1. März 1945 – August 1945